# Anyphaena soricina
Anyphaena soricina är en spindelart som beskrevs av Simon 1889. Anyphaena soricina ingår i släktet Anyphaena och familjen spökspindlar. Inga underarter finns listade i Catalogue of Life.